# 4695 Mediolanum
A 4695 Mediolanum (ideiglenes jelöléssel (4695) 1985 RU3) a Naprendszer kisbolygóövében található aszteroida. Henri Debehogne fedezte fel 1985. szeptember 7-én.